# Аббасов, Абдулихат Умарович
Абдулиха́т Ума́рович Абба́сов (тат. Габделхат Гомәр улы Габбасов; 30 сентября 1929 — 11 августа 1996) — советский военный моряк-подводник и военачальник, Герой Советского Союза (16.12.1981). Контр-адмирал (22.02.1983).

## Биография
Родился 30 сентября 1929 года в татарском селе Новомочалей ныне Пильнинского района Нижегородской области. С 1930 года жил в Москве. В 1942-1945 годах работал столяром в производственных мастерских ремесленного училища.
Окончив 7 классов школы, поступил юнгой в школу радиометристов ВМС, которую окончил в 1947 году. В 1947 году поступил и в 1950 году окончил Ленинградское военно-морское подготовительное училище, в этом же году начал служить на Военно-Морском Флоте. В 1950 году поступил и в 1954 году окончил 1-е Балтийское Высшее военно-морское училище подводного плавания.
Службу проходил на подводных лодках Северного флота: с ноября 1954 года по январь 1957 года командиром минно-торпедной боевой части подводной лодки «С-45», а с января 1957 года по декабрь 1958 года — помощником командира и старшим помощником командира дизельных подводных лодок «С-155» и «С-300». Член КПСС с 1956 года.
В 1958 году поступил и в 1959 году окончил Высшие специальные офицерские классы ВМФ, в феврале 1960 года был назначен старшим помощником командира атомной подводной лодки «К-40» проекта 658. В феврале 1962 года был назначен командиром атомной подводной лодки К-123 проекта 705К, в должности командира которой внёс большой вклад в освоение новой сложной боевой техники на всех этапах её постройки. В 1968 году окончил Академические курсы офицерского состава Военно-морской академии имени А. А. Гречко.
Указом Президиума Верховного Совета СССР от 16 декабря 1981 года за большой вклад в освоение и испытание головной атомной подводной лодки нового проекта, проявленные при этом личное мужество и отвагу, капитану 1 ранга Абдулихату Умаровичу Аббасову присвоено звание Героя Советского Союза с вручением ордена Ленина и медали «Золотая Звезда».
В августе 1979 года был назначен на должность начальника Учебного центра по подготовке специалистов атомных подводных лодок ВМФ в Обнинске. С октября 1983 года — начальник 4-го отдела и с мая 1987 года — начальник 5-го отдела учебных центров и материально-технического обеспечения Управления боевой подготовки ВМФ. Постановлением Совета Министров СССР от 22 февраля 1983 года капитану 1 ранга Абдулихату Умаровичу Аббасову присвоено воинское звание «контр-адмирал».
В июне 1988 года уволен в отставку. Жил в Москве.
Скончался 11 августа 1996 года в Москве. Похоронен на Даниловском мусульманском кладбище в Москве.
Памятник Герою Советского Союза Абдулихату Умаровичу Аббасову установлен в родном посёлке Новомочалей Пильнинского района Нижегородской области.

## Награды
- Медаль «Золотая Звезда» № 11463
- Орден Ленина № 458451
- медали СССР

## Воинские звания
- Лейтенант (20.11.1954)
- Старший лейтенант (28.12.1956)
- Капитан-лейтенант (30.12.1958)
- Капитан 3-го ранга (12.02.1962)
- Капитан 2-го ранга (9.03.1965)
- Капитан 1-го ранга (7.05.1969)
- Контр-адмирал (22.02.1983)